# Instytut Książki i Czytelnictwa
Instytut Książki i Czytelnictwa (w skrócie IKiCz) – instytut powołany w 1954 roku przy Bibliotece Narodowej na mocy uchwały Rady Ministrów. Instytut prowadzi własne prace naukowo-badawcze, koordynuje podobne inicjatywy podejmowane przez inne instytucje, współpracuje z ministerstwami, centralnymi urzędami i zarządami organizacji masowych prowadzącymi pracę kulturalno-oświatową, zajmuje się również poradnictwem, np. opracowuje wzorcowe materiały instrukcyjno-metodyczne, programowe i bibliograficzne, dotyczące działalności wydawniczej, księgarstwa, bibliotekarstwa oraz rozwijania czytelnictwa (np. wśród dzieci i młodzieży).

## Powstanie instytutu
Pomysłodawczynią usytuowania IKiCz w strukturze Biblioteki Narodowej była Krystyna Remerowa (1898–1986), członkini Rady Czytelnictwa i Książki, pełniąca w tym czasie funkcję kierownika Działu Katalogów Rzeczowych BN. Projekt ten zyskał poparcie ówczesnego dyrektora Biblioteki, Władysława Bieńkowskiego, a także Czesława Kozioła z Ministerstwa Kultury i Sztuki. Instytut rozpoczął działalność 1 kwietnia 1955 r.
Przez wiele lat w Statucie Biblioteki Narodowej wymieniano jedynie zadania całej Biblioteki, nie precyzując obowiązków poszczególnych komórek organizacyjnych. Sformułowano je dopiero w 1969 roku w stosunku do IKiCz:

Instytut Książki i Czytelnictwa, który prowadzi badania w zakresie bibliotekoznawstwa, metodyki i technik pracy bibliotekarskiej, racjonalizacji i postępu technicznego oraz czytelnictwa, księgarstwa, polityki wydawniczej. kształcenia bibliotekarzy, historii książki i bibliotek w XIX i XX w., zajmuje się upowszechnianiem wyników badawczych, a także prowadzi normalizację bibliotekarską oraz poradnictwo w zakresie powyższej problematyki.

## Kierunki badań naukowych
Instytut Książki i Czytelnictwa prowadzi badania z zakresu:
- bibliotekoznawstwa i bibliotekarstwa – obejmujące zagadnienia związane z funkcjonowaniem bibliotek publicznych i współpracy między nimi, bibliotekarstwem i piśmiennictwem dla dzieci i młodzieży, egzemplarzem obowiązkowym, kształceniem bibliotekarzy i użytkownikami bibliotek,
- czytelnictwa w Polsce współczesnej – dotyczące problemów czytelnictwa, realizowanego za pomocą różnych środków przekazu, wybory czytelnicze w różnych grupach społecznych, wybór czytelnictwa spośród innych form uczestniczenia w kulturze,
- historii czytelnictwa na tle dzieje kultury polskiej (od 1795 roku do końca II wojny światowej) – w tym badania mecenatu kulturalnego w XIX i XX wieku, problemy kanonu lektur, cenzury oraz rozpowszechniania druków przez tzw. „drugi obieg” i funkcjonowania instytucji kulturowych w tym okresie.

## Zakłady (1955-2007)
Zakład Metodyczno-Instrukcyjny (1956-1961)
W ramach Zakładu prowadzono badania nad znajomością techniki bibliotecznej (m.in. katalogów) wśród bibliotekarzy oraz konsultowano się z działami instrukcyjno-metodycznymi w bibliotekach wojewódzkich i miejskich. Podejmowano także rozmaite kwestie dotyczące funkcjonowania bibliotek, a także wydawano publikacje promujące wiedzę o funkcjonowaniu bibliotek i aktach prawnych dotyczących bibliotekarstwa. Organizowano seminaria dla bibliotekarzy. Formułowano wytyczne dotyczące księgozbiorów podręcznych w bibliotekach gromadzkich, powiatowych i miejskich. Zakład współpracował z Instytutem Bibliograficznym w obszarze bibliografii zalecającej i adnotowanych kart katalogowych. Skupienie się w ramach Instytutu bardziej na zagadnieniach teoretycznych uwarunkowało likwidację tej komórki. W ramach zakładu pracowali m.in. Janina Gruszecka (kierownik); Aleksander Jałosiński; Wojciech Jankowerny; Jerzy Wadowski

## Aktualna struktura organizacyjna
Instytut Książki i Czytelnictwa składa się z trzech pracowni:
Pracownia Badań CzytelnictwaPracownia prowadzi badania kultury czytelniczej w Polsce rozumianej jako całokształt powiązanych ze sobą zjawisk wyznaczających miejsce książki i lektury w szerzej pojętej kulturze współczesnej. Prowadzi również badania społecznego zasięgu książki, czytelnictwa młodzieży, społecznej definicji książki u progu cyfryzacji oraz uczestnictwa w kulturze druku w kontekście funkcjonowania Internetu. Kierownikiem Pracowni jest dr hab. Roman Chymkowski.
Pracownia Historii Bibliotek i CzytelnictwaTematyka badawcza tej pracowni to historia książki, prasy, rynku księgarskiego, bibliotek, zbiorów bibliotecznych oraz czytelnictwa na ziemiach polskich i wśród emigracji. Kierownikiem Pracowni jest dr Jacek Kordel.
Pracownia BibliotekoznawstwaBadania pracowni koncentrują się wokół społeczno-kulturowych uwarunkowań funkcjonowania bibliotek publicznych. Podejmowane tematy pozwalają na obserwowanie, diagnozowanie i opisywanie przemian w bibliotekarstwie publicznym, będących konsekwencją przeobrażeń cywilizacyjnych, technologicznych, ustrojowych oraz ich wpływu na procesy okołobiblioteczne. Kierownikiem Pracowni jest mgr Izabela Koryś.

## Kierownicy Instytutu Książki i Czytelnictwa
- Krystyna Remerowa (1954–1965)
- Józef Kądzielski (1965–1968)
- Jadwiga Kołodziejska (1968–2000)
- Oskar Czarnik (2001–2008)
- Katarzyna Wolff  (2008–2009)
- Marcin Drzewiecki (2009–2012)
- Roman Chymkowski (2012–2018)
- Tomasz Szwaciński (2018–)

## Wyniki badań czytelnictwa
Z badań Instytutu Książki i Czytelnictwa w 2002 wynikało, że wbrew utartym opiniom internauci są grupą ponadprzeciętnie zainteresowaną tradycyjną książką. W 2008 książki czytała ponad połowa (51%) internautów i 26% osób niekorzystających z internetu. Z badań w 2006 wynikało, że kontakt z przynajmniej jedną książką rocznie miało 50% badanych, a w 2008 ilość ta spadła do 38%, stanowiąc najniższy wskaźnik czytelnictwa zanotowany od początku prowadzenia badań (1992). W 2008 ok. 25% respondentów czytało ponad 6 książek rocznie, a blisko 11% badanych – ponad 7 książek rocznie.